# Przytyk
Przytyk [ˈpʂɨtɨk] là một ngôi làng ở Radom, Masovian Voivodeship, ở miền đông trung bộ Ba Lan, được thành lập vào năm 1333. Đó là khu hành chính của Gmina Przytyk. Nó nằm ở Lesser Poland lịch sử, cách khoảng 20 kilômét (12 mi) về phía tây Radom và 84 km (52 mi) về phía nam Warsaw. Năm 2006, làng có dân số là 990 người. Trong nhiều thế kỷ, Przytyk thuộc về Sandomierz Voivodeship, và từng là một thị trấn từ năm 1333 đến 1869.

## Lịch sử

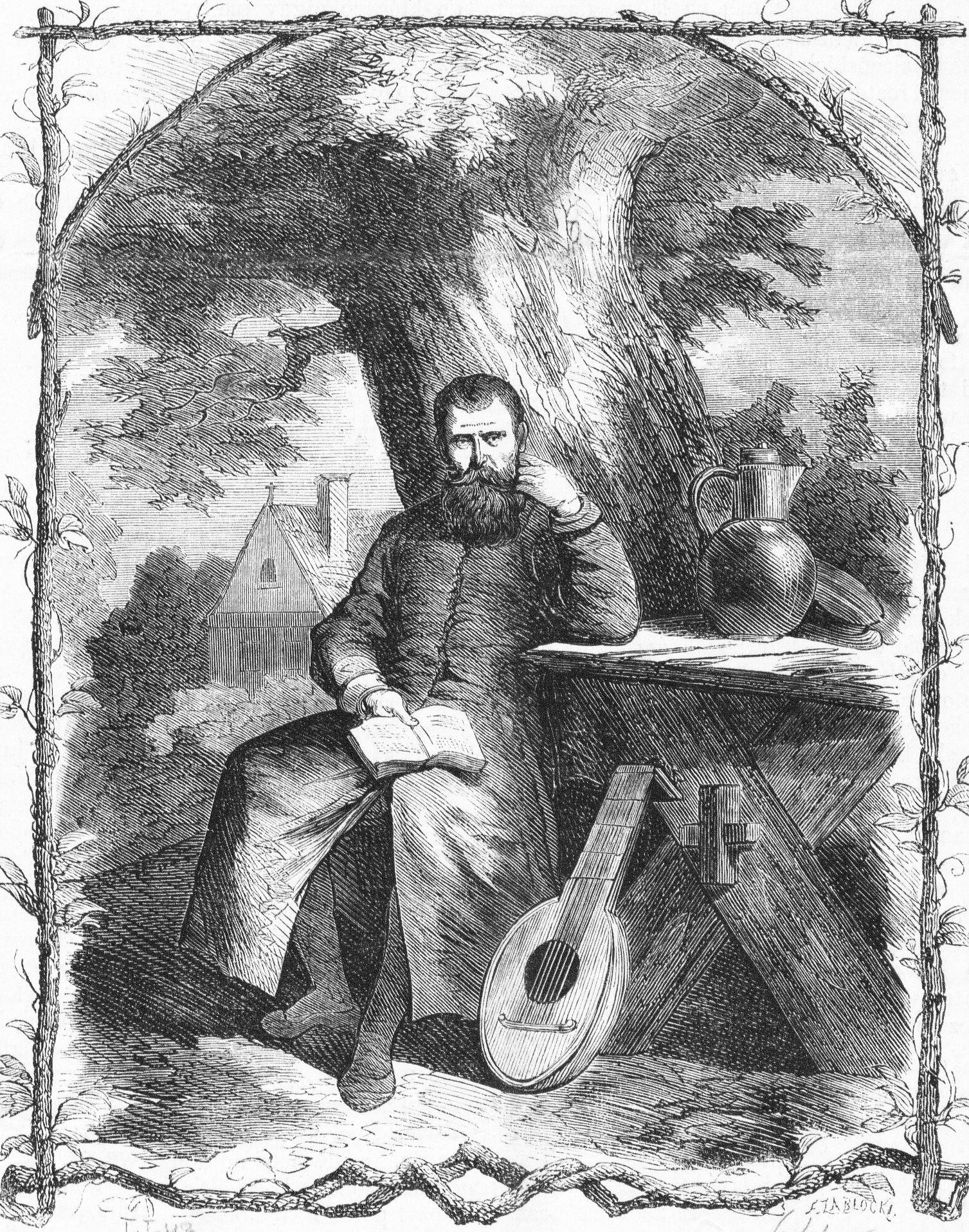
Nhà thơ bán kết của Ba Lan Jan Kochanowski sở hữu Przytyk kể từ khi kết hôn năm 1570

Vào cuối thời Trung cổ, khu vực Przytyk thuộc về gia đình Podlodowski (huy hiệu của Janina), có khu vực hành chính tại một ngôi làng Zameczek (còn gọi là Ostrow). Thị trấn Przytyk được thành lập vào năm 1333 bởi Piotr Podlodowski (Piotr z Podlodowa). Năm 1488, do những nỗ lực của Jan Podlodowski, một diễn viên của Zarnowiec, Vua Kazimierz Jagiellonchot đã trao cho Przytyk một đặc quyền để tổ chức hai hội chợ một năm và chợ phiên vào thứ Hai. Truyền thống của chợ phiên vào thứ hai vẫn còn cho đến bây giờ. Năm 1570, một đám cưới của một trong những nhà thơ nổi tiếng nhất Ba Lan, Jan Kochanowski, đã diễn ra tại nhà thờ của Przytyk. Vợ ông là Dorota Podlodowska ở Przytyk. Như là kết quả của cuộc hôn nhân, thị trấn đã trở thành tài sản của gia đình Kochanowski. Przytyk vẫn thuộc sở hữu của họ cho đến năm 1835, khi gia đình mất nó sau cuộc nổi dậy tháng 11. Giống như hầu hết các thị trấn của Lesse Poland, Przytyk đã bị phá hủy hoàn toàn trong cuộc xâm lược Ba Lan của Thụy Điển (1655 - 1660). 
Cho đến khi phân vùng của Ba Lan, Przytyk thuộc về Sandomierz Voivodeship của Lesser Poland. Thị trấn đã tận dụng một vị trí thuận tiện, tại giao lộ của hai tuyến thương mại quan trọng - cái gọi là Đường mòn Hoàng gia (Warsaw - Kraków) và Đường mòn Greater Poland (Lublin - Poznań). Năm 1834, chính phủ của Quốc hội Ba Lan do Nga kiểm soát đã mở một con đường mới từ Warsaw về phía Kraków (thông qua Radom), con đường vòng qua Przytyk. Năm 1869, như một hình phạt cho cuộc nổi dậy tháng một, Przytyk đã mất đặc quyền thị trấn. Năm 1895, ngôi làng bị lửa thiêu rụi hoàn toàn, khiến 4.000 cư dân mất nhà cửa. Tòa nhà không bị phá hủy là một nhà thờ.

### Thế kỷ 20

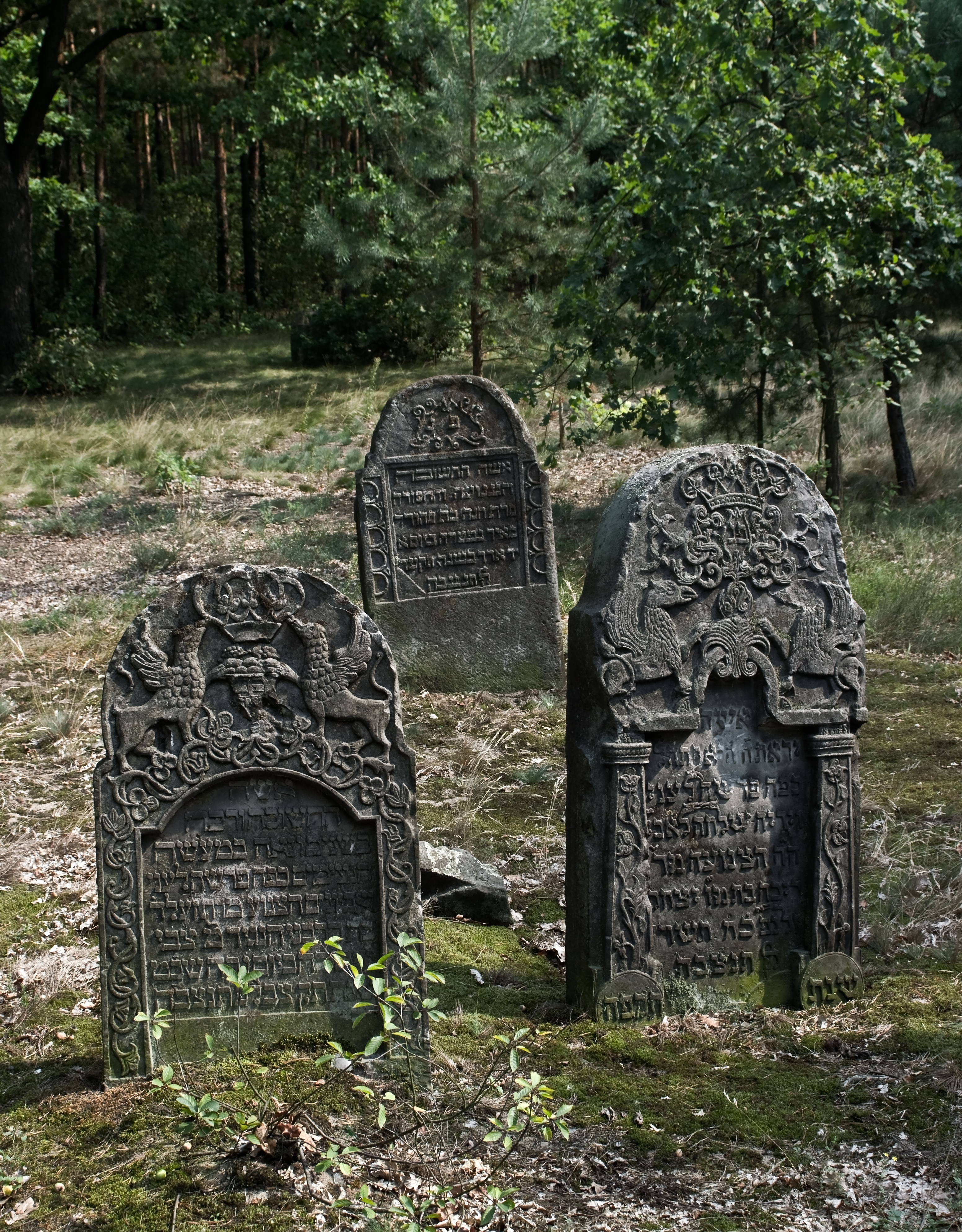
Nghĩa trang Do Thái ở Przytyk

Tại Cộng hòa Ba Lan thứ hai, sau khi Ba Lan giành lại độc lập, Przytyk trở thành một khu định cư đô thị ở Kielce Voivodeship với 2302 cư dân vào năm 1930, trong đó 1852 là người Do Thái (chiếm 80% tổng dân số).  Nền kinh tế gần như hoàn toàn bị chi phối bởi các thợ thủ công, thương nhân và nông dân Do Thái. Người Do Thái sở hữu và điều hành các tiệm bánh, lò giết mổ, cửa hàng may đo, nhà máy bia, nhà máy sản xuất thuốc lá và cửa hàng tạp hóa.  Chợ trung tâm được tổ chức mỗi tuần một lần, luôn luôn là vào thứ Hai, kéo theo đám đông tới mua bán từ các thị trấn và làng mạc gần đó. Có một nhà máy điện ở Przytyk, thuộc sở hữu của Lejb Rozencwajg và hai công ty vận tải, một thuộc sở hữu của Pinkus Kornafel, và cái thứ hai thuộc sở hữu của Moszek Rubinsztajn. Ngoài ra còn có một hiệp hội tín dụng do người Do Thái điều hành trong thành phố. Cuộc cạnh tranh giành thị phần diễn ra giữa người Do Thái và một cộng đồng người Ba Lan hiền lành nhỏ hơn rất nhiều,  và khu vực này bị ảnh hưởng bởi nghèo đói cùng cực giữa cả hai nhóm 
Thị trấn đã là địa điểm của cuộc tàn sát Przytyk ngày 09 tháng 3 năm 1936  Mặc dù di cư kinh tế, trước khi cuộc xâm lược của Ba Lan và Holocaust diễn ra, khoảng 80 phần trăm dân số vẫn là người Do Thái. Hầu hết người Do Thái của Przytyk đã chết trong vụ thảm sát Holocaust. Vào tháng 3 năm 1941, Przytyk và khu vực xung quanh đã biến thành một cơ sở đào tạo của Luftwaffe. Tất cả cư dân Ba Lan được lệnh rời khỏi thị trấn, và tất cả các tòa nhà đã bị người Đức phá hủy, ngoại trừ nhà thờ. Sự phá hủy của nhà thờ được ra lệnh vào ngày 8 tháng 9 năm 1944, nhưng kế hoạch này đã bị dừng lại do thiếu thời gian.